# Wilson Carabalí
Wilson Iván Carabalí (Guayaquil, 11 augustus 1972) is een profvoetballer uit Ecuador, die speelt als verdediger en sinds 2011 onder contract staat bij Rocafuerte FC.

## Clubcarrière
Carabalí begon zijn profcarrière bij Calvi Futbol Club. Daarna speelde hij onder meer voor Barcelona SC, Emelec, Deportivo Cuenca, Espoli en Atlético Audaz.

## Interlandcarrière
Carabalí speelde in totaal elf officiële interlands voor Ecuador. Onder leiding van de Montenegrijnse bondscoach Dušan Drašković maakte hij zijn debuut op 5 juni 1994 in een vriendschappelijke wedstrijd tegen Zuid-Korea, die met 2-1 werd gewonnen door Ecuador. Hij viel in dat duel na 69 minuten in voor doelpuntenmaker Carlos Vernaza.
| Interlands van Wilson Carabalí voor Ecuador | Interlands van Wilson Carabalí voor Ecuador | Interlands van Wilson Carabalí voor Ecuador | Interlands van Wilson Carabalí voor Ecuador | Interlands van Wilson Carabalí voor Ecuador | Interlands van Wilson Carabalí voor Ecuador |
| №                                           | Datum                                       | Wedstrijd                                   | Uitslag                                     | Competitie                                  | Goals                                       |
| Als speler van Barcelona Sporting Club      | Als speler van Barcelona Sporting Club      | Als speler van Barcelona Sporting Club      | Als speler van Barcelona Sporting Club      | Als speler van Barcelona Sporting Club      | Als speler van Barcelona Sporting Club      |
| ------------------------------------------- | ------------------------------------------- | ------------------------------------------- | ------------------------------------------- | ------------------------------------------- | ------------------------------------------- |
| 1                                           | 4 mei 1994                                  | Ecuador – Zuid-Korea                        | 2 – 1                                       | Vriendschappelijk                           | 0                                           |
| 2                                           | 17 augustus 1994                            | Peru – Ecuador                              | 2 – 0                                       | Vriendschappelijk                           | 0                                           |
| 3                                           | 21 september 1994                           | Ecuador – Peru                              | 0 – 0                                       | Vriendschappelijk                           | 0                                           |
| Als speler van Club Sport Emelec            |                                             |                                             |                                             |                                             |                                             |
| 4                                           | 11 februari 1996                            | Libanon – Ecuador                           | 1 – 0                                       | Vriendschappelijk                           | 0                                           |
| 5                                           | 16 februari 1996                            | Oman – Ecuador                              | 0 – 2                                       | Vriendschappelijk                           | 0                                           |
| 6                                           | 18 februari 1996                            | Qatar – Ecuador                             | 1 – 1                                       | Vriendschappelijk                           | 0                                           |
| 7                                           | 23 februari 1996                            | Koeweit – Ecuador                           | 0 – 3                                       | Vriendschappelijk                           | 0                                           |
| 8                                           | 25 februari 1996                            | Qatar – Ecuador                             | 1 – 2                                       | Vriendschappelijk                           | 0                                           |
| 9                                           | 24 april 1996                               | Ecuador – Peru                              | 4 – 1                                       | WK-kwalificatie                             | 0                                           |
| 10                                          | 2 juni 1996                                 | Ecuador – Argentinië                        | 2 – 0                                       | WK-kwalificatie                             | 0                                           |
| 11                                          | 6 juli 1997                                 | Venezuela – Ecuador                         | 1 – 1                                       | WK-kwalificatie                             | 0                                           |

## Erelijst
Emelec
- Campeonato Ecuatoriano

2001, 2002